# Trichophoroides signaticolle
Trichophoroides signaticolle är en skalbaggsart som först beskrevs av Louis Alexandre Auguste Chevrolat 1862.  Trichophoroides signaticolle ingår i släktet Trichophoroides och familjen långhorningar.
Artens utbredningsområde är:
- Bahamas.
- Kuba.
- Haiti.

Inga underarter finns listade i Catalogue of Life.